# Мјулшу (Тексас)
Мјулшу (енгл. Muleshoe) град је у америчкој савезној држави Тексас. Налази се у округу Бејли, чије је седиште. По попису становништва из 2010. у њему је живело 5.158 становника.

## Демографија
Према попису становништва из 2010. у граду је живело 5.158 становника, што је 628 (13,9%) становника више него 2000. године.
| Група             | 2000.         | 2010.         |
| Белци             | 1.998 (44,1%) | 1.736 (33,7%) |
| Афроамериканци    | 68 (1,5%)     | 66 (1,3%)     |
| Азијати           | 9 (0,2%)      | 21 (0,4%)     |
| Хиспаноамериканци | 2.416 (53,3%) | 3.319 (64,3%) |
| Укупно            | 4.530         | 5.158         |